# أممية بروليتارية
الأممية البروليتارية، ويشار إليها أحيانا بالاشتراكية الدولية، هي شكل اشتراكي من الأممية، ترى أن الرأسمالية هي نظام عالمي، وبالتالي على الطبقة العاملة أن تعمل كطبقة عالمية إذا أريد لها أن تهزمها في الصراع الطبقي. وبالتالي يجب على العمال أن يناضلوا بالتضامن مع زملائهم العمال في بلدان أخرى على أساس المصالح الطبقية المشتركة، لتجنب استمرار إخضاعهم عن طريق سياسة فرق تسد.
وترتبط الأممية البروليتارية ارتباطا وثيقا بأهداف الثورة العالمية، التي يتعين تحقيقها من خلال الثورات الشيوعية المتعاقبة أو المتزامنة في جميع الأمم. تقول النظرية الماركسية أن الثورة العالمية ستؤدي إلى الشيوعية العالمية، وفي وقت لاحق إلى الشيوعية عديمة الدولة. لذا أصبح «يا عمال العالم اتحدوا!» نداء ماركسيا.
يعتبر الماركسيون أن الأممية البروليتارية تتضارب مع النزعة القومية البرجوازية، ولكن مختلف  الفكرية تؤول المصطلح بشكل مختلف.

## ماركس وإنجلز
وتتلخص الأممية البروليتارية في الشعار الذي صاغه ماركس وإنجلز، يا عمال العالم اتحدوا!، السطر الأخير من البيان الشيوعي، الذي نشر في عام 1848. ومع ذلك، تأثر موقف ماركس وإنجلز من المسألة القومية باعتبارات تكتيكية من خلال سعيهم لتحقيق إستراتيجية ثورية طويلة الأجل. في عام 1848، كانت البروليتاريا أقلية صغيرة في جميع البلدان باستثناء حفنة من البلدان. فدعت الحاجة إلى نضوج الظروف السياسية والاقتصادية من أجل النهوض بإمكانية الثورة البروليتارية.
وهكذا، على سبيل المثال، أيد ماركس وإنجلز إنشاء بولندا المستقلة والديمقراطية، التي كانت في ذلك الوقت مقسمة بين ألمانيا وروسيا والنمسا-المجر. كتب بيتر نيتل كاتب سيرة روزا لوكسمبورج «بشكل عام، كان مفهوم ماركس وإنجلز لإعادة الترتيب الجغرافي القومي في أوروبا قائما على أربعة معايير: تطور التقدم، إنشاء وحدات اقتصادية واسعة النطاق، ترجيح الموافقة والرفض وفقا للاحتمالات الثورية، وعداوتهم لروسيا تحديدا.» كان ينظر إلى روسيا على أنها قلب الرجعية الأوروبية في ذلك الحين.

## الأممية الأولى
اعترف النقابيون الذين شكلوا جمعية الشغيلة العالمية، التي تسمى أحيانا الأممية الأولى، بأن الطبقة العاملة كانت طبقة دولية يجب أن تربط كفاحها على المستوى الدولي. ومن خلال الانضمام معا عبر الحدود القطرية، سيكتسب العمال قدرا أكبر  القدرة على المساومة والنفوذ السياسي.
تأسست في عام 1864، وكانت جمعية الشغيلة العالمية أول حركة جماهيرية ذات تركيز على النزعة الدولية على وجه التحديد. وفي ذروتها، كان لدى الجمعية 5 ملايين عضو، وفقا لتقارير الشرطة من مختلف البلدان التي كان لها فيها وجود كبير. أدى القمع في أوروبا والانقسامات الداخلية بين التيارات اللاسلطوية والماركسية إلى حلها في نهاية المطاف في عام 1876. وبعد ذلك بوقت قصير، واصلت التيارات الاشتراكية الثورية والماركسية النهج الاستراتيجي الدولي لجمعية الشغيلة العالمية من خلال المنظمة التي خلفتها الأممية الثانية، على الرغم من عدم إدراج الحركات اللاسلطوية واللاسلطوية النقابية.

## الأممية الثانية
قد يكون أفضل تعبير عن البروليتارية ما ورد في القرار المقدم من لينين وروزا لوكسمبورغ في المؤتمر السابع للأممية الثانية في شتوتغارت في عام 1907. الذي نص على ما يلي:
تفضل الحروبَ التحيزات القومية التي تُنمّى بانتظام بين الشعوب المتحضرة لصالح الطبقات الحاكمة لغرض إلهاء الجماهير البروليتارية عن مهامها الطبقية وكذلك من واجباتها في التضامن الدولي.
وخلص القرار إلى أن:
لقد اختلف لوكسمبورغ ولينين في تفسيرهم للمسألة القومية. عارض لينين والبلاشفة الإمبريالية والشوفينية من خلال الدعوة إلى سياسة تقرير المصير القومي، بما في ذلك حق الأمم المضطهدة في الانفصال عن روسيا. واعتقدوا أن ذلك سيساعد على خلق ظروف تهيئ لوحدة بين العمال في كل من الدول المضطهدة والمظلومة. وعلى وجه التحديد، ادعى لينين «إن كل نزعة قومية برجوازية في أمة مظلومة تتضمن مضمونا ديموقراطيا عاما ينتصب ضد الاضطهاد، وهذا المضمون هو الذي نؤيده تأييدا تاما.» وعلى النقيض من ذلك، انشقت لوكسمبورغ عن الحزب الاشتراكي البولندي في عام 1893 بسبب الخلاف في المسألة الوطنية.
ادعت لوكسمبورغ أن طبيعة روسيا قد تغيرت منذ فترة ماركس. كانت روسيا الآن تتطور بسرعة كدولة رأسمالية كبرى، في حين أصبحت مصالح البرجوازية البولندية الآن مرتبطة بالرأسمالية الروسية. وقد فتح ذلك إمكانية تحالف طبقي بين الطبقتين العاملتين البولندية والروسية.
بالنسبة للحزب الأبرز في الأممية الثانية، فقد صوت الحزب الديمقراطي الاجتماعي الألماني، بأغلبية ساحقة لدعم دخول ألمانيا إلى الحرب العالمية الأولى من خلال الموافقة على اعتمادات الحرب في 4 أغسطس 1914. وقد حذت حذوه العديد من الأحزاب الأخرى في الأممية الثانية في دعمها للحكومات الوطنية وقد حلت الأممية الثانية في عام 1916. اعتبر البروليتاريون الأمميون أن الجمع بين الديمقراطية الاجتماعية والقومية هي شوفينية اجتماعية.

## الحرب العالمية الأولى
وقد خابت آمال الأمميين مثل لينين وكارل ليبكنشت وروزا لوكسمبورغ بالحماسة الأولية التي لوقيت بها الحرب. حاول لينين إعادة تأسيس الوحدة الاشتراكية ضد الحرب في مؤتمر زيمروالد ولكن غالبية المندوبين اتخذوا موقفا سلاميا وليس ثوريا.
في السجن، كتبت لوكسمبورغ عام 1915 تحليلا عميقا للحرب في كتيب أزمة الاشتراكية الديمقراطية. في هذه الوثيقة ترفض على وجه التحديد مفهوم الدول المضطهدة والمظلومة: «ليسن الإمبريالية من إنشاء إحدى الدول أو أي مجموعة من الدول، إنها نتاج مرحلة معينة من النضج في التنمية العالمية لرأس المال، وهي ظرف دولي متأصل، وكل لا يتجزأ، وهذا لا يمكن التعرف عليه إلا من خلال جميع علاقاته، ولا يمكن لأية دولة تجنبها بمجرد إرادتها ذلك.»
رأى الأمميون البروليتاريون الآن أن تحالفات الحرب العالمية الأولى قد أثبتت أن الاشتراكية والقومية لا تتفقان في الحقبة الإمبريالي، وأن مفهوم تقرير المصير القومي قد عفا عليه الزمن، وبصفة خاصة أن القومية ستشكل عقبة أمام البروليتارية. كانت اللاسلطوية النقابية تيارا سياسيا جديدا من الطبقة العاملة وصف الحرب بأنها إمبريالية من جميع الجوانب، منظمين أنفسهم في منظمة عمال العالم الصناعيين.
أثرت وجهة النظرة الأممية على الموجة الثورية في فترة نهاية الحرب العالمية الأولى، خاصة مع انسحاب روسيا من الصراع بعد الثورة البلشفية والثورة في ألمانيا التي بدأت في المينائين البحريين كيل وفيلهلمشافن التي أدت إلى انتهاء الحرب في نوفمبر 1918. ومع ذلك، بمجرد انحسار هذه الموجة الثورية في أوائل 1920s، لم تعد الأممية البروليتارية جزءا من التيار السائد في سياسة الطبقة العاملة.

## الأممية الثالثة: اللينينية مقابل الشيوعية اليسارية
بعد الحرب العالمية الأولى، انقسمت الحركة الاشتراكية الدولية إلى فصيلين معاديين: من جهة، الديمقراطيون الاشتراكيون، الذين دعموا حكوماتهم الوطنية على نطاق واسع خلال الصراع؛ وعلى الجانب الآخر اللينينيون وحلفاؤهم الذين شكلوا الأحزاب الشيوعية الجديدة التي تتظمت في الأممية الثالثة، التي أنشئت في مارس 1919. ومع ذلك، خلال الحرب الأهلية الروسية أيد لينين وتروتسكي مفهوم تقرير المصير القومي بشكل أكبر لأسباب تكتيكية. في الأممية الثالثة أصبحت المسألة القومية أعظم خلاف بين التيار الرئيسي اللينيني و «الشيوعيين اليساريون». ومع ذلك سرعان ما أصبح هذا التيار الأخير أقلية معزولة، إما اتبع السياسة السائدة أو ترك الأممية.
في الوقت الذي اندلعت فيه الحرب العالمية الثانية في عام 1939 لم يبق سوى عدد قليل من الشيوعيين البارزين مثل الماركسي الإيطالي أماديو بورديجا والشيوعي المجلسي الهولندي أنطوني بانيكوك المعارضين لاستخدام روسيا لتكتيكات تقرير المصير القومي. ولكن في عام 1943، في أعقاب انهيار نظام موسوليني في إيطاليا، أعاد البورديغيون تنظيم أنفسهم مؤسسين الحزب الشيوعي الأممي. وأعلن العدد الأول من لسان حال الحزب بروميتيو (بروميثيوس): «أيها العمال! ضد شعار الحرب القومية التي تسلح العمال الإيطاليين ضد البروليتاريين الإنجليز والألمانيين، عارضوا مقابل شعار الثورة الشيوعية الذي يوحد عمال العالم ضد عدوهم المشترك - الرأسمالية.» وقد رأي هذا الحزب أن موقف روزا لوكسمبورغ، وليس لينين، كان مصيبا في تحليل المسألة القومية.

## الأممية الدولية
ادعت الأممية الاشتراكية أنها تنظم العلاقات بين الدول الاشتراكية. في الواقع، كان الاتحاد السوفييتي يتحكم بالدول الأصغر مستخدما حلف وارسو وكوميكون، كما أنه غزا المجر في عام 1956 وتشيكوسلوفاكيا في عام 1968. الانقسام الصيني السوفيتي في 1950ات و 1960ات أنتج مجموعتين من الدول الاشتراكية.

## الأممية الدولية اليوم
بعض التجمعات السياسية مثل الحزب الشيوعي الأممي، والتيار الشيوعي الأممي، والمكتب الدولي للحزب الثوري تتبع التفسيرات اللوكسمبورغية والبوديغية للأممية البروليتارية، وأيضا بعض الشيوعيين التحرريين.

## الاعتراضات اليسارية للأممية البروليتارية
وعلى النقيض من ذلك، أشار بعض الاشتراكيين إلى أن الواقع الاجتماعي مثل الولاءات المحلية والحواجز الثقافية تعمل ضد الأممية البروليتارية. على سبيل المثال يعتقد جورج أورويل أن «في جميع البلدان الفقراء أكثر قومية من الأغنياء.» وقد يرد الماركسيون على ذلك بأنه في حين أنه قد يتوفر للأغنياء الوعي والتثقيف الكافيين لتشخيص المصالح الطبقية العابرة للقومية، فإن فقراء تلك الدول نفسها ربما لم يحصلوا على هذه الميزة، مما يجعلهم أكثر عرضة لما سيصفه الماركسيون بالأيديولوجية القومية الزائفة. يؤكد الماركسيون أن القومية والوطنية تستخدمان لإخفاء المصالح الطبقية المتعارضة التي من شأنها أن تشكل تهديدا لنظام الطبقة الحاكمة.
كما يشير الماركسيون إلى أنه في أوقات النضال الثوري المكثف (وأكثرها وضوحا هي الفترات الثورية من 1848-1819 و1917-1923 و 1968)، فإن النزعة الأممية داخل البروليتاريا يمكن أن تتغلب على النزعات القومية الصغيرة، حيث تنشب صراعات طبقية محتدمة في دول متعددة في في الوقت نفسه، ويكتشف العمال في تلك الدول أن ما يجمعهم مع عمال الدول الأخرى أكثر مما يجمعهم مع البرجوازية في بلدهم.
وفيما يتعلق بمسألة الإمبريالية وحق تقرير المصير القومي، يقول مؤيدو مدرسة العالم الثالث إن على العمال في الدول «الباغية» (مثل الولايات المتحدة أو إسرائيل) أن يدعموا أولا حركات التحرير الوطني في الدول «المضطهدة» (مثل أفغانستان أو فلسطين) قبل أن يصبح بالإمكان وجود قاعدة للأممية البروليتارية. على سبيل المثال، رفض توني كليف، وهو شخصية بارزة في حزب العمال الاشتراكي البريطاني، احتمال وجود تضامن بين الفلسطينيين والإسرائيليين في الوضع الحالي في الشرق الأوسط، وكتب «إسرائيل ليست مستعمرة قمعتها الإمبريالية، ولكن قلعة المستوطنين، من المأساة أن بعض الناس الذين تعرضوا للاضطهاد والمذابح بهذه الطريقة البغيضة يجب أن يقودوا أنفسهم إلى حماسة شوفينية وعسكرية، وأن يصبحوا أداة عمياء للإمبريالية في إخضاع الجماهير العربية.»
يقول التروتسكيون أنه يجب أن تكون هناك ثورة دائمة في دول العالم الثالث، إذ ستؤدي ثورة البرجوازية حتما إلى ثورة العمال ذات نطاق دولي. ويمكن رؤية ذلك في الثورة البلشفية قبل أن يوقفها، الذي أيد الاشتراكية في بلد واحد. وبسبب هذا التهديد، فإن البرجوازية في بلدان العالم الثالث ستخضع عن طيب خاطر للمصالح القومية والرأسمالية من أجل منع انتفاضة بروليتارية.
رد الأمميون على ذلك أن الرأسمالية أثبتت أنها غير قادرة على حل المطالب المتنافسة بين مختلف القوميات، وأن الطبقة العاملة (من جميع البلدان) تتعرض للقمع من قبل الرأسمالية، وليس من قبل العمال الآخرين. وعلاوة على ذلك، فإن الطابع العالمي للرأسمالية والاقتصاد المالي الدولي يجعل من «التحرر الوطني» استحالة. وبالنسبة إلى الأمميون، فإن جميع حركات التحرير الوطني، مهما كان بريقها «التقدمي»، تشكل بالتالي عقبات أمام الغاية الشيوعية للثورة العالمية.

## راجع أيضا
- عولمة بديلة
- الماركسية
- الشيوعية
- حركة المواطنين العالميين
- الاشتراكية الدولية
- وطنية اشتراكية